# 윌 체이스
윌 체이스(Will Chase, 1970년 9월 12일 ~ )는 미국의 배우이다.

## 출연 작품
- 애프터 웨딩 인 뉴욕 (2019)